# Jeon Sang-Guen
Jeon Sang-Guen (28 de febrero de 1981) es un halterófilo surcoreano. En 2012 participó en la categoría de +105kg en los Juegos olímpicos de Londres 2012, pero no llegó a alzarse con ninguna medalla ya que quedó cuarto